# Jari Puikkonen
Jari Markus Puikkonen (Lahti, 25 juni 1959) is een voormalig Fins schansspringer. 

## Carrière
Puikkonen nam driemaal deel aan de Olympische Winterspelen en won tijdens alle drie edities een medaille. In 1980 won Puikkonen de bronzen medaille op de grote schans, vier jaar later won hij de bronzen medaille op de kleine schans. Tijdens de Olympische Winterspelen van 1988 won Puikkonen de landenwedstrijd. Puikkonen werd met de Finse ploeg ook nog driemaal wereldkampioen. Puikkonen werd in 1981 wereldkampioen skivliegen in Oberstdorf en in 1989 werd Puikkonen wereldkampioen vanaf de grote schans.

## Belangrijkste resultaten

### Olympische Winterspelen
| Editie | Plaats      | Kleine schans    | Grote schans     | Landenwedstrijd |
| ------ | ----------- | ---------------- | ---------------- | --------------- |
| 1980   | Lake Placid | 16e              | Bronzen medaille | geen onderdeel  |
| 1984   | Sarajevo    | Bronzen medaille | 5e               | geen onderdeel  |
| 1988   | Calgary     | 7e               | 11e              | Gouden medaille |

### Wereldkampioenschappen schansspringen
| Editie | Plaats        | Kleine schans  | Grote schans   | Landenwedstrijd |
| ------ | ------------- | -------------- | -------------- | --------------- |
| 1980   | Lake Placid   | 16e            | Brons          | geen onderdeel  |
| 1982   | Oslo          | Zilver         | 31e            | Brons           |
| 1984   | Engelberg     | geen onderdeel | geen onderdeel | Goud            |
| 1985   | Seefeld       | 7e             | Zilver         | Goud            |
| 1989   | Lahti         | 13e            | Goud           | Goud            |
| 1991   | Val di Fiemme | -              | 34e            | -               |

### Wereldkampioenschappen skivliegen
| Editie | Plaats     | Klassering |
| ------ | ---------- | ---------- |
| 1981   | Oberstdorf | 5e         |

### Wereldbeker
Eindklasseringen
| Seizoen | Algm | 4S    |
| ------- | ---- | ----- |
| 1979-80 | 10   | 27    |
| 1980-81 | 5    | Brons |
| 1981-82 | 26   | 21    |
| 1982-83 | 10   | 11    |
| 1983-84 | 9    | 4     |
| 1984-85 | 6    | 24    |
| 1985-86 | 14   | Brons |
| 1986-87 | 49   | 15    |
| 1987-88 | 20   | 10    |
| 1988-89 | 18   | 12    |
| 1989-90 | 37   | 27    |
| 1990-91 | —    | 43    |